# Киселёво (городской округ Истра)
Киселёво — деревня в Костровском сельском поселении Истринского района Московской области. Население — 8 чел. (2016).
Находится примерно в 12 км на юго-запад от Истры, на правом берегу реки Малой Истры, у впадения небольшого ручья Шуровка, высота над уровнем моря 174 м. Севернее, за Малой Истрой — деревни Дергайково, Новосёлово и Телепнёво.

## Население
| 1852 | 1859 | 1890 | 1899 | 1926 | 2002 | 2006 |
| ---- | ---- | ---- | ---- | ---- | ---- | ---- |
| 42   | ↘33  | ↗34  | ↗37  | ↗38  | ↘0   | →0   |
| 2010 | 2016 |      |      |      |      |      |
| ↗4   | ↗8   |      |      |      |      |      |